# Каган Веніамін Федорович
Веніамін Федорович Каган (25 лютого (9 березня) 1869, м. Шавлі Ковенської губернії, Російська імперія– 8 травня 1953, Москва, СРСР) — математик.

## Біографія
Веніамін Федорович (Беніамін Фалькович) Каган народився 9 березня 1869 року м. Шауляй (нині м. Шяуляй, Литва). Від 1871 року жив у Катеринославі.
В 1892 році екстерном закінчив фізико-математичний факультет Київського університету.
У 1897—1920 роках працював у Новоросійському університеті приват-доцентом кафедри чистої математики.
В 1898 році склав магістерський іспит, а 1907 році захистив магістерську дисертацію «Основанія геометрії».
В 1901—1917 роках був головним редактором журналу «Вѣстникъ опытной физики и элементарной математики», при якому діяло також наукове видавництво «Mathesis» (1904—1918 рр.).
Один із засновників приватної європейської чоловічої гімназії (її інспектор у 1903—1918 рр.) та Одеських вищих жіночих курсів (1906 р.), де до 1909 був секретарем, а у 1917—1919 роках — деканом фізико-мат.ематичного факультету.
В 1920 в Одесі очолював наукове бюро Губернського відділу народної освіти і науковий відділ Губернського управління у справах друку. Брав участь у заснуванні Одеського фізико-математичного інституту. В Одеському інституті народної освіти працював професором і завідувачем першої в Одесі кафедри геометрії. Видавав «Журнал чистого и прикладного знания», «Журнал Одесской высшей школы».
Від 1922 року був професором, дійсним членом Науково-дослідного інституту математики та механіки Московського університету, 1932—1952 роках — засновником-завідувачем кафедри диференціальної геометрії. Водночас у 1922—1930 роках був засновником-завідувачем кафедри вищої математики 2-го Москвського університету.
У 1934 році без захисту дисертації присуджений науковий ступінь доктора фізико-математичних наук.
Був організатором і керівником семінару з векторного й тензорного аналізу (1927—1953 рр.), редактором його «Праць…». Від 1924 року також очолював відділ точних і природничих наук головної редакції Великої Радянської Енциклопедії Держвидаву СРСР (Москва).
В 1934—1939 роках був депутатом Московської міської ради.
Помер 8 травня 1953 року в Москві/ Похований на Новодівочому кладовищі.

## Наукова діяльність
Основними напрямами наукової діяльності В. Ф. Кагана є: основи геометрії, неевклідова геометрія, диференціальна геометрія і топологія, тензорний аналіз та його застосування до ріманової геометрії та її узагальненням .
Був популяризатором наукового доробку М. Лобачевського, здійснив перший систематизований виклад його геометрії («Очеркъ геометрической системы Лобачевскаго». — О., 1900), видав повне зібрання праць вченого у 2-х томах (1946—1949 рр.), написав монографію «Лобачевский» (Москва; Ленінград, 1944; 1948)
На грані XIX—XX століть стала актуальною задача побудови логічно бездоганної системи аксіом для евклідової геометрії, яка дозволяла б отримувати твердження евклідової геометрії шляхом суто логічного виведення, яке не апелювало б до геометричної наочності. Майже одночасно були запропоновані три такі системи, засновники яких рухались різними шляхами. Наприклад, в системі Маріо Пієрі (1899) за основу було поняття руху, в системі Давида Гільберта (1899) — поняття Конгруентності; а в основу системи Кагана (1902) було покладено поняття відстані. Основні положення запропонованого ним підходу були викладені в статті «Система посылок, определяющих евклидову геометрию», а ретельний аналіз вибраної системи аксіом (з доведенням логічної незалежності кожної аксіоми від інших і їхньої взаємної сумісності) містився у виданих пізніше двох томах монографії «Основания геометрии». Хоча спершу найбільшу увагу математиків привернула аксіоматика Гільберта, з 1930-тих геометри також звертали увагу на систему Кагана — як і через її методичні достоїнства, так і в зв'язкуз ростом уваги до створеної Морісом Фреше (1906) загальної концепції метричних просторів.
Засновник тензорної диференціально-геометричної школи в СРСР. За допомогою методів тензорного аналізу розвивав ріманову геометрію та її узагальнення. Увів поняття субпроектів простору (1933 р.).

## Праці
- Объ обратныхъ фигурахъ // Вѣстник опытной физики и экспериментальной математики. — 1887. — № 13.
- Элементы аналитической геометріи на поверхностяхъ постоянной отрицательной кривизны.- Казань, 1896.
- Каган В. Ф.  Система посылок, определяющих евклидову геометрию // Записки Математического отделения Новороссийского общества естествоиспытателей. — 1902. — Т. XX. — С. 67—105.
- Каган В. Ф. Основания теории определителей. — Одесса, 1922.- 336 с.
- Каган В. Ф. Основания геометрии. Т. 1. Опыт обоснования евклидовой геометрии. — Одесса : Экономическая типография, 1905. — 794 с.
- Каган В. Ф. Основания геометрии. Т. 2. Исторический очерк развития учения об основаниях геометрии. — Одесса : Экономическая типография, 1907. — 556 с.
- Каган В. Ф. Что такое алгебра?. — Одесса : Mathesis, 1910. — 772 с.
- Каган В. Ф. Основания теории определителей. — Одесса : Гос. изд-во Украины, 1922. — 336 с.
- Каган В. Ф. Основы теории поверхностей в тензорном изложении. Ч. 1. Аппарат исследования. Общие основания теории и внутренняя геометрия поверхностей. — М.-Л. : Гостехиздат, 1947. — 512 с.
- Каган В. Ф. Основы теории поверхностей в тензорном изложении. Ч. 2. Поверхности в пространстве. Отображения и изгибания поверхностей. Специальные вопросы. — М.-Л. : Гостехиздат, 1948. — 408 с.
- Каган В. Ф. Лобачевский. 2-е изд. — М.-Л. : АН СССР, 1948. — 506 с.
- Каган В. Ф. Архимед. Краткий очерк о жизни и творчестве. — М.-Л. : Гостехиздат, 1949. — 52 с.
- Каган В. Ф. Основания геометрии. Учение об обосновании геометрии в ходе его исторического развития. Ч. 1. Геометрия Лобачевского и её предыстория. — М.-Л. : Гостехиздат, 1949. — 492 с.
- Каган В. Ф. Основания геометрии. Учение об обосновании геометрии в ходе его исторического развития. Ч. 2. Интерпретация геометрии Лобачевского и развитие её идей. — М.-Л. : Гостехиздат, 1956. — 344 с.
- Каган В. Ф. Субпроективные пространства. — М. : Физматгиз, 1961. — 218 с.
- Каган В. Ф. Очерки по геометрии. — М. : Изд-во Моск. ун-та, 1963. — 570 с.

## Нагороди
- Орден Трудового Червоного прапора.
- Медаль «За доблесну працю у Великій Вітчизняній війні 1941—1945 рр.»
- Сталінська премія в галузі науки і техніки.
- Почесне звання «Заслужений діяч науки РРФСР»